# فكتور فيشر
فكتور فيشر (بالألمانية: Viktor Fischer)‏ هو مصارع هاوي نمساوي، ولد في 19 أكتوبر 1892 في غراتس في النمسا، وتوفي في 1977.

## وصلات خارجية
- فكتور فيشر على موقع قاعدة بيانات المصارعة الدولية (الإنجليزية)
- فكتور فيشر على موقع اللجنة الأولمبية الدولية (الإنجليزية)
- فكتور فيشر على موقع أوليمبيديا (الإنجليزية)